# Vetëvendosje!
'Vetëvendosje! (literalmente «Autodeterminación!» en idioma albanés), también conocido por las siglas VV o LVV, es un partido político de Kosovo fundado en 2005, con sede en Pristina. Es caracterizado como un partido político nacionalista.

## Historia
Vetëvendosje! fue fundado en 2004 como sucesor de la  Red de Acción de Kosovo, una iniciativa de ciudadanía conducente a la democracia directa. El nombre del partido está inspirado en el lema utilizado durante las protestas de 1968 en la provincia autónoma yugoslava de Kosovo. 
Se presentó a las elecciones parlamentarias por primera vez el 12 de diciembre de 2010, obteniendo 88.652 votos, equivalentes al 12,69%, logrando 14 de 120 escaños, con lo que se convirtió en la tercera fuerza política del país detrás del Partido Demócrata de Kosovo y la Liga Democrática de Kosovo. 
Cuatro años después, en las elecciones políticas del 8 de junio de 2014, el partido, liderado por Albin Kurti, fortaleció su presencia parlamentaria al obtener 99.397 votos, equivalentes al 13.59%, lo que garantizó su permanencia en el parlamento como una fuerza de oposición con 16 asientos. 
En noviembre de 2015, el líder Albin Kurti fue arrestado, junto con otros 86 activistas, durante una protesta contra el gobierno. La manifestación popular había surgido después de que los parlamentarios de Vetëvendosje en los meses anteriores bloquearan los procedimientos parlamentarios con el objeto de evitar la aprobación de una serie de acuerdos con Serbia mediados por la Unión Europea.
En la elección parlamentaria anticipada de 2019, el partido resultó vencedor con un 26.27% de los votos que redundaron en 29 escaños.

## Resultados en elecciones parlamentarias
| Año de elección | Votos   | %      | Escaños | Lugar | +/– | Gobierno  |
| --------------- | ------- | ------ | ------- | ----- | --- | --------- |
| 2010            | 88 652  | 12,69% | 14/120  | 3°    | 14  | Oposición |
| 2014            | 99 397  | 13,59% | 16/120  | 3°    | 2   | Oposición |
| 2017            | 200 135 | 27,49% | 32/120  | 1°    | 16  | Oposición |
| 2019            | 221 001 | 26.27% | 29/120  | 1°    | 3   | Gobierno  |
| 2021            | 438 334 | 50.28% | 58/120  | 1°    | 29  | Gobierno  |